# Kaarlo Hartiala
Kaarlo Jakob Waldemar Hartiala, född 12 oktober 1919 i Hancock, Michigan, död 25 september 2009, var en finländsk läkare och universitetsman.
Hartiala blev medicine och kirurgie doktor 1951. Han var 1955–1984 professor i fysiologi vid Åbo universitet och universitetets rektor 1970–1975 samt dess kansler 1975–1984.
Hartiala blev internationellt känd för sina undersökningar över tarmkanalens fysiologi och har även gjort en insats som idrottsläkare. År 1979 utgav han memoarverket Polkuni tieteen turuilla. 